# Synclitopa simulatrix
Synclitopa simulatrix is een keversoort uit de familie bladsprietkevers (Scarabaeidae). De wetenschappelijke naam van de soort is voor het eerst geldig gepubliceerd in 1898 door Kolbe.